# Celtis berteroana
Celtis berteroana là một loài thực vật có hoa trong họ Cannabaceae. Loài này được Urb. mô tả khoa học đầu tiên năm 1917.